# NFL on CBS
『NFL on CBS』（NFL・オン・CBS）は、CBSで放送されているCBSスポーツ制作のNFL中継番組。1956年から1993年までは旧NFL→NFC（ナショナル・フットボール・カンファレンス）、1998年からはAFC（アメリカン・フットボール・カンファレンス）パッケージの中継を担当している。

## 経緯
旧NFL（現在のNFCの前身）時代の1956年、CBSによりレギュラーシーズンの試合が初めてテレビ中継された。前年はNBCが中継したチャンピオンシップゲームもCBSで中継された。
1960年に設立されたライバルリーグのAFL（アメリカン・フットボール・リーグ、現在のAFCの前身）がABCと5年間の放映権契約を結んだことに対抗して、1962年よりNFLと独占契約を結んでいる。
1966年、NFLとAFLの合併が決まり、1967年に行われた第1回AFL-NFLワールドチャンピオンシップゲーム（のちのスーパーボウル）をNBCと共に放送した。
1970年のAFL-NFL合併による新NFL発足により、NFCの試合を担当するようになった。
しかし、38年間続いたNFL中継も1993年末にFOXがNFCの放映権を獲得したことにより、翌1994年から4シーズンの間中断されることになる。1981年からCBSのNo.1実況・解説コンビだったジョン・マッデン、パット・サマロールをはじめとする多くのスタッフもFOXに移籍した。
人気プログラムの喪失および、それによるいくつかの有力加盟局の離脱で経営的に打撃を受けたCBSは、1998年の放映権交渉で、従来NBCが保有していたAFCの放映権を獲得（放映権料は5億ドル/年）。1995年からNBCのNo.1解説者であったフィル・シムズ（ニューヨーク・ジャイアンツで2度のスーパーボウル制覇に貢献したクォーターバック（QB））がCBSに移籍している。また、1994年のNFL放映権喪失によりNBCに移籍していたグレッグ・ガンベルがCBSに復帰、シムズとコンビを組むことになった（2003年まで）。
1998年のサンクスギビングデーのゲームで、現在では一般的になっているバーチャル・ファーストダウン・マーカーを初めて採用。翌1999年シーズンからは全面的に採用されている。
2014年から始まる現行の契約では、2022年までの9年間、年間11億ドルの放映権料をNFLに支払う。
また、2014シーズンから2017シーズンまではNFLネットワークで放送されている『サーズデーナイトフットボール』のうち、シーズン前半の7試合（Week2 - Week8）、およびWeek16に2試合行われる土曜日の試合のうち1試合をCBSでもサイマル放送した（当初発表ではWeek2からWeek9までのTNF8試合だったが変更になった）これにより、CBSは年間1億2500万ドルを追加して支払うと報道されている。2018年から2022年のサーズデーナイトフットボールはFOXに移動した。
2023年シーズンから2033年シーズンまでの11シーズン、AFCパッケージの放送権を延長した。

## 概要
毎週日曜日、米国東部時間午後1時、および4時5分（ダブルヘッダー実施時は4時15分）キックオフのゲームを担当する。NFC所属チームとAFC所属チームが対戦する場合はAFC所属チームがビジターとなるゲームを担当する。
ただし、2014年からは「クロスフレックス」という制度が採用され、本来FOXが放送するNFC所属チーム同士の対戦やNFC所属チームがアウェーとなるゲームがCBSでも放送されることがある。
また、サンクスギビングデーに行われるゲームのうち1試合、AFCのプレイオフ（ただし、ワイルドカード・プレイオフのうち1試合はNBCまたはESPNが担当、2014年シーズンよりNBCがディヴィジョナル・プレイオフ1試合を担当する年もある）も担当する。
キックオフに先立ち、東部時間正午からはプレゲームショー「The NFL Today」が1975年より放送されている。
スーパーボウルは2023,2027,2031年シーズンを放送する。

## 主な実況・解説
2020年シーズン。実況、解説、リポーターの順。
1. ジム・ナンツ、トニー・ロモ、トレーシー・ウルフソン
2. チャールズ・デービス、ダン・ファウツ、エヴァン・ウォッシュバーン
3. ケヴィン・ハーラン、トレント・グリーン、メラニー・コリンズ
4. トレント・グリーン、リッチ・ガノン
5. アンドリュー・カタロン、ジェームス・ロフトン
6. スペロ・ディーデス、アダム・アーチュレッタ
7. トム・マッカーシー、ジェイ・フィーリー
8. ベス・モーヴィンス、ティキ・バーバー
原則として、上位から順に注目度の高いゲームを担当する。
ナンツとロモのコンビは2017年より。